# Bagnères-de-Luchon
Bagnères-de-Luchon (vaak kortweg Luchon genoemd, in het Gascon Banhèras de Luishon) is een gemeente in het Franse departement Haute-Garonne (regio Occitanie) en telde op 1 januari 2022 2.081 inwoners, die Luchonnais worden genoemd. De plaats maakt deel uit van het arrondissement Saint-Gaudens.
Bagnères-de-Luchon noemt zich de 'koningin der Pyreneeën'. Het is een vermaard kuuroord. De plaats is ook bekend vanwege het skioord Superbagnères, dat op het grondgebied van de nabije gemeente Saint-Aventin ligt, maar vanuit Luchon rechtstreeks per cabinebaan bereikbaar is. De ligging van Luchon in de Pyreneeën maakt dat de plaats zeer regelmatig wordt bezocht door de Ronde van Frankrijk. 

## Geografie
De oppervlakte van Bagnères-de-Luchon bedroeg op 1 januari 2022 52,8 vierkante kilometer; de bevolkingsdichtheid was toen 39,4 inwoners per km². Tijdens de Tweede Wereldoorlog lag Bagnère op de route van veel Engelandvaarders die via de Pyreneeën naar Spanje trokken.

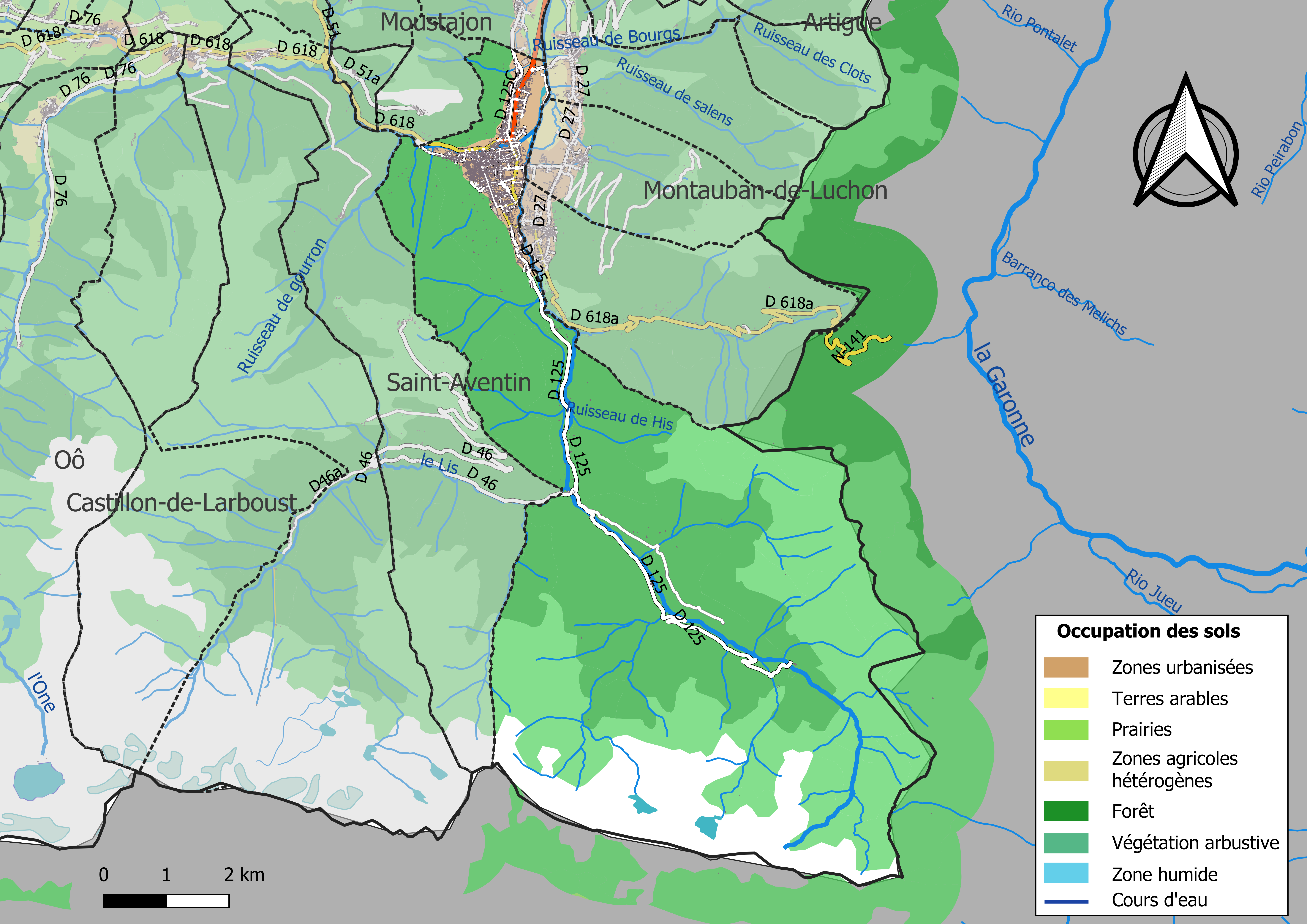
Kaart van de gemeente met belangrijkste infrastructuur, bodemgebruik en omliggende gemeenten

## Verkeer en vervoer
In de gemeente ligt spoorwegstation Luchon.

## Demografie
Onderstaande figuur toont het verloop van het inwonertal (bron: INSEE-tellingen).

## Sport
Het relatief kleine Bagnères-de-Luchon is maar liefst 58 keer etappeplaats geweest in de wielerkoers Ronde van Frankrijk. Dit dankt het aan haar centrale ligging tussen de bergen van de Pyreneeën. Vier renners wonnen twee etappes naar Bagnères-de-Luchon. Dit zijn de Belg Firmin Lambot en de Fransen Jean Alavoine, Jean Robic en Thomas Voeckler.

## Afbeeldingen

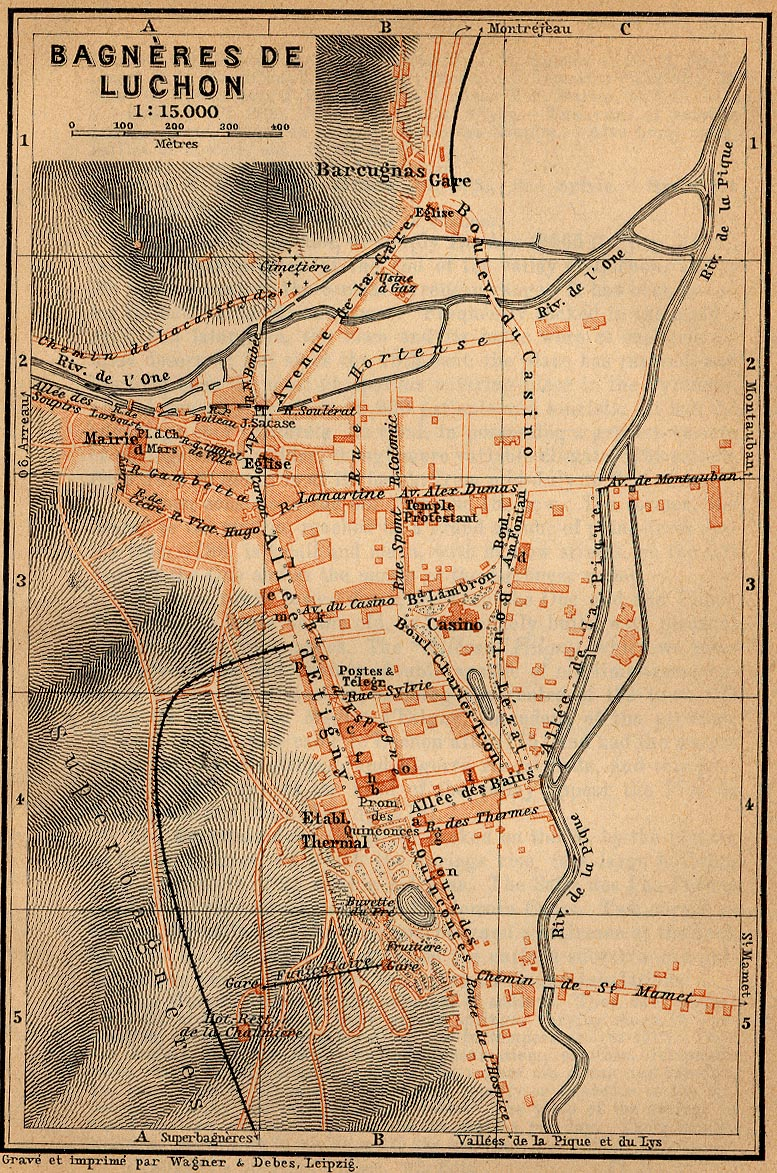
Plattegrond van Bagnères-de-Luchon (1914)
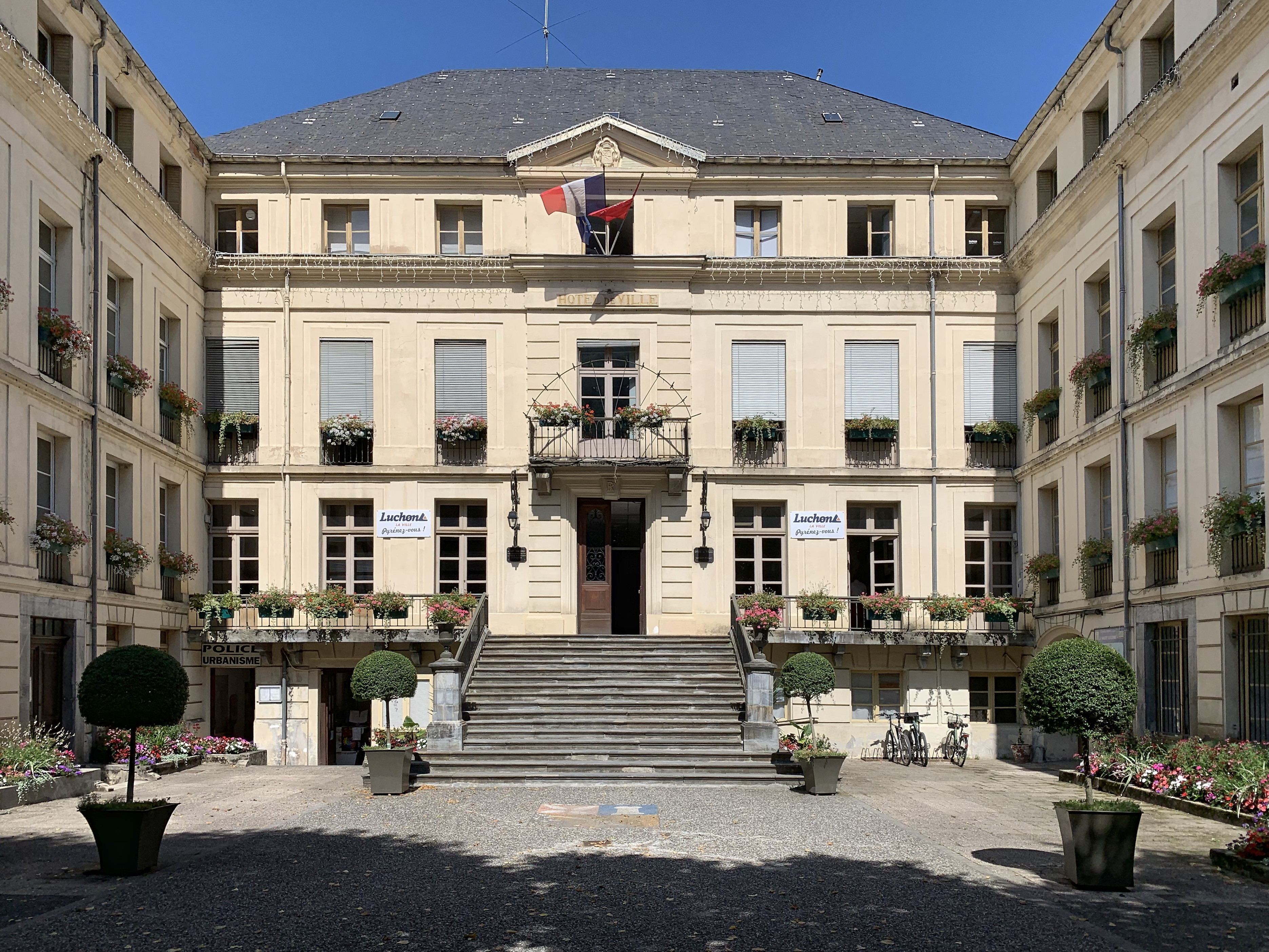
Gemeentehuis
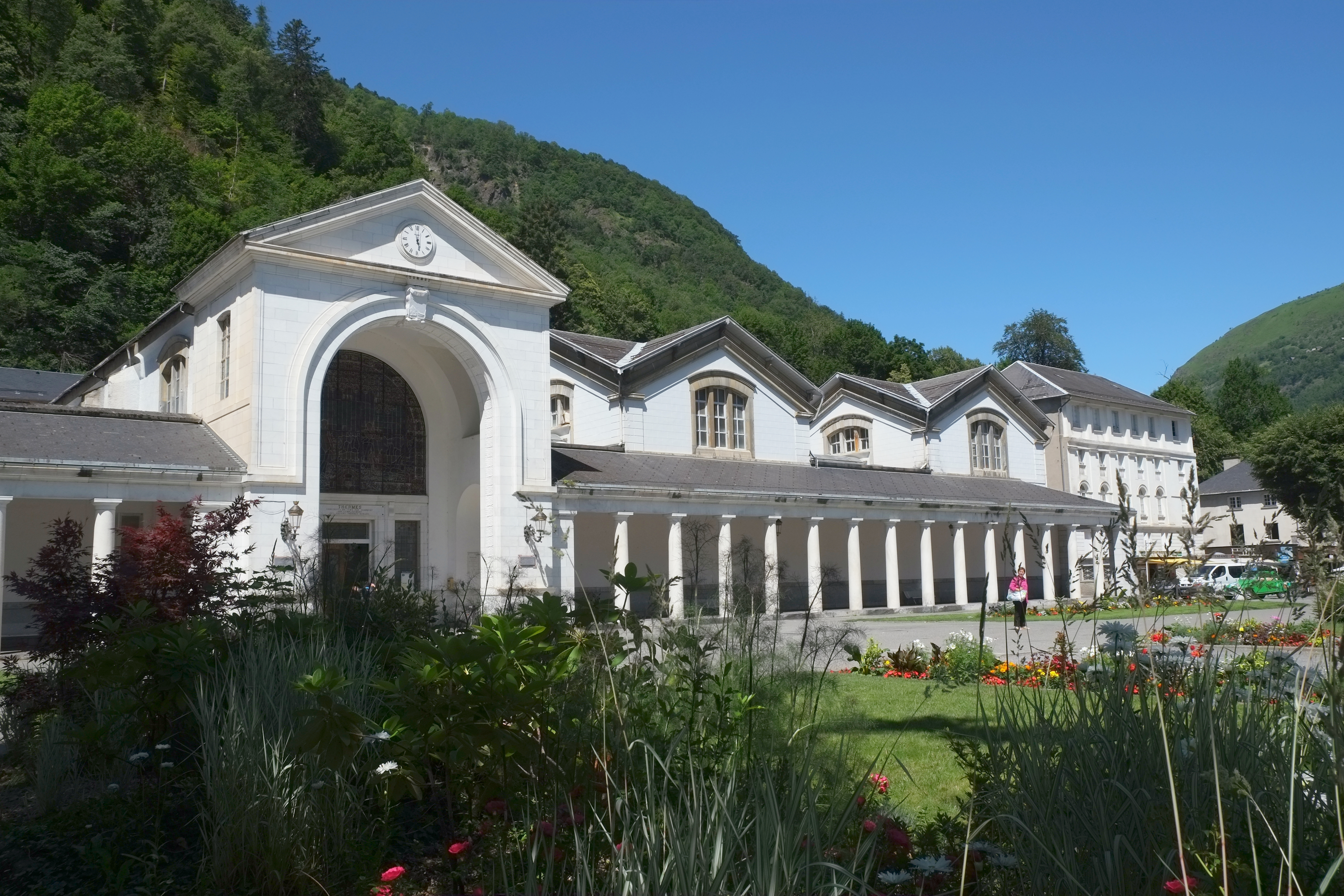
Thermes Chambert
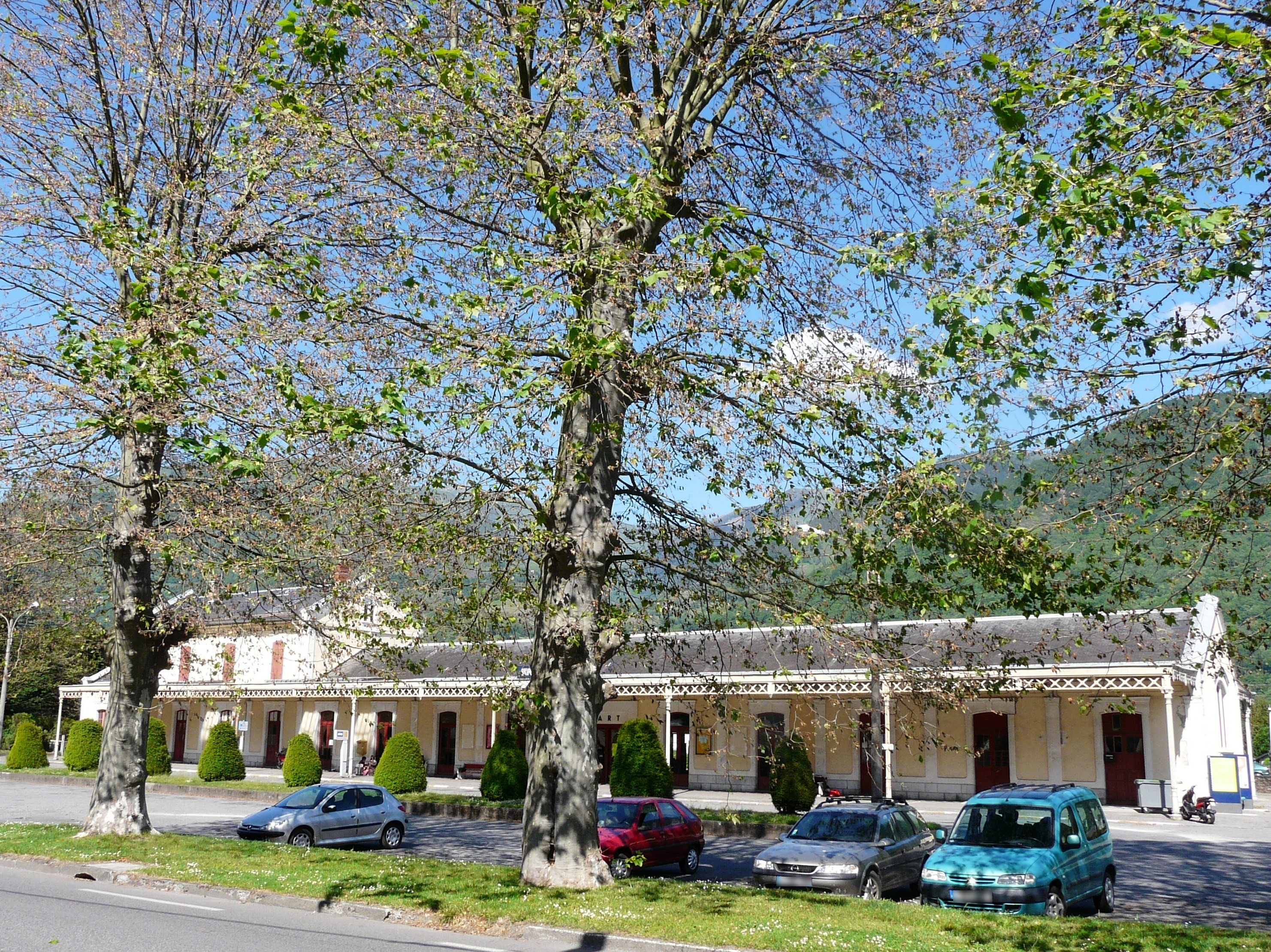
Station

1. 1 2  Populations de référence 2022.